# Allée Jeanne-Villepreux-Power
L’allée Jeanne-Villepreux-Power est une allée du 12e arrondissement de Paris, qui constitue l'une des entrées du bois de Vincennes.

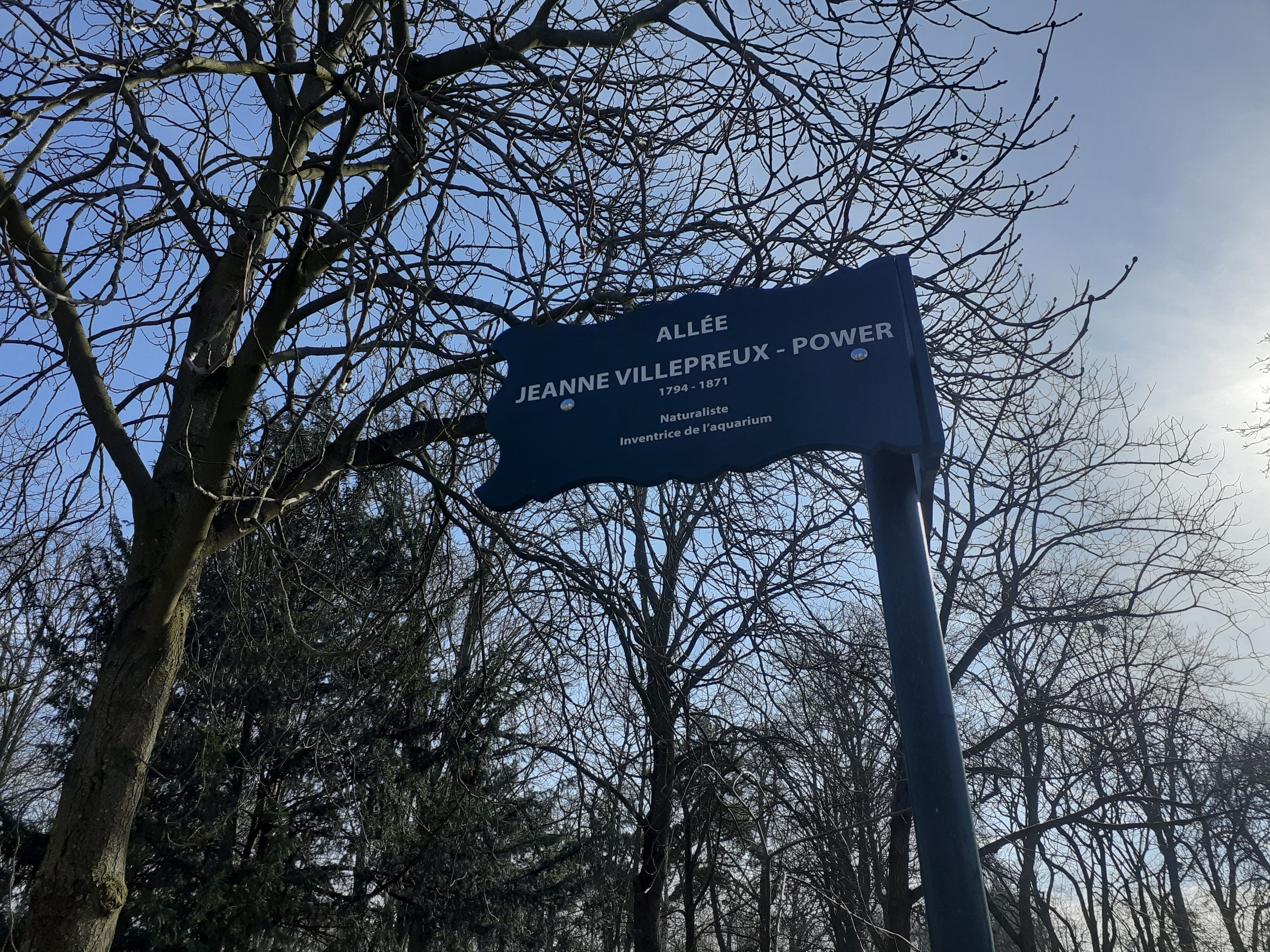
Plaque de l'allée.

## Situation et accès
L'allée à l'entrée du Bois de Vincennes, face à l'Aquarium du palais de la Porte-Dorée.
Elle débute avenue Daumesnil et finit route de la Croix-Rouge, à l'intérieur du bois.
La voie est desservie par la ligne 8 à la station Porte Dorée.

## Origine du nom
Elle tire son nom de la naturaliste française Jeanne Villepreux-Power, pionnière de l'aquariologie.
Ce nom lui a été donné en 2019 par le Conseil de Paris.

## Bâtiments remarquables et lieux de mémoire
- Palais de la Porte-Dorée
- Aquarium du palais de la Porte-Dorée
- Bois de Vincennes